# Angel/Dust: Neo
Angel/Dust: Neo (エンジェル/ダスト:ネオ?, Enjeru/Dasuto: Neo) è un manga scritto e disegnato da Aoi Nanase raccolto in tankōbon a novembre del 2003. È il seguito del precedente Angel/Dust, seppur con diversi personaggi: in comune hanno soltanto gli elementi, che Aoi Nanase rivisita in questa sede, anche se la protagonista di Angel/Dust, Yuina Hatori, fa una breve comparsa nelle prime pagine. Ne è stata anche pubblicata una graphic novel.

## Trama
Akito Haga, studente del liceo Takashiro, vorrebbe trovare uno scopo nella vita, e per questo prega ogni giorno al tempio. Un giorno, improvvisamente, una ragazza con ali da angelo gli cade addosso dal cielo. La ragazza, avendo perso la memoria, viene chiamata Marino e diventa una sacerdotessa del tempio in attesa che le tornino i ricordi. Lasciando il tempio, Akito incontra una bambina, Musha, che dichiara di essere un emulate e di voler stipulare un contratto con lui.
Qualche giorno dopo, Akito e Musha incappano in un altro emulate, Leia, che pretende di stipulare un contratto con il ragazzo. In attesa di una decisione da parte di lui, vanno a vivere nella stessa casa.

## Personaggi
Akito Haga (羽賀章人?, Haga Akito)
Studente delle superiori, prega ogni giorno al tempio per sapere cosa fare della sua vita. Vive con la sorella, accanita fumatrice. In seguito, sembra innamorarsi di Marino.
Marino Kirashima (まりの?, Marino)
Il primo emulate incontrato da Akito, perde la memoria e non ricorda di avergli chiesto di stipulare un contratto. Viene adottata dal tempio e comincia a lavorare come sacerdotessa. Comincia a frequentare la scuola ed è nella stessa classe di Akito.
Musha (ミューシア?, Myūshia)
Il secondo emulate, il suo codice gerarchico è Angel e ha l'aspetto di una bambina. Molto testarda, cerca di aiutare in ogni modo. Comincia a frequentare la scuola nella stessa classe di Akito ed è molto gelosa.
Leia (レイア?, Reia)
Il terzo emulate, il suo livello gerarchico è Virtue. Molto calma, ignora il comportamento umano. Tiene molto ad Akito ed è gelosa di Marino.